# 山本六三
山本 六三（やまもと・むつみ、1940年 - 2001年）は、日本の銅版画家、油彩画家。兵庫県神戸市出身。
1972年、生田耕作の翻訳書の挿絵を手がけ、70年代にはサバト館や湯川書房が発行した限定本の挿画を担当する。

## 著作
- エロス・タナトス : 山本六三画集
- 聖なるエロス : 山本六三展